# James Moriarty
El profesor James Moriarty es un personaje ficticio creado por Arthur Conan Doyle en 1893 como el enemigo de Sherlock Holmes. Moriarty es un genio criminal al que Holmes describe como "el Napoleón del crimen". Doyle  tomó la frase de un inspector de Scotland Yard referida a Adam Worth, una de las inspiraciones reales del personaje de Moriarty. El personaje fue introducido principalmente como un recurso argumental para permitir a Conan Doyle matar a Sherlock Holmes y poner fin a las aventuras del detective, y solo aparece en dos historias de Holmes. Sin embargo, en muchas adaptaciones se le ha dado un papel mucho más importante hasta convertirlo en el archienemigo de Holmes.

## Biografía
El poder terrorífico del profesor se puede deber al hecho de que se trata de la imagen especular de Holmes: es el hombre en el que el detective podría haberse convertido si hubiera escogido el camino siniestro. Moriarty es la versión escalofriante del propio Holmes. Ambos tienen la frente alta y la mirada penetrante, aunque en el caso de Moriarty todo es más exagerado. Alto y delgado, con los ojos hundidos y una barbilla prominente, su cabeza oscila "lentamente de un lado a otro de un modo curiosamente reptilesco".
Moriarty procede de una familia privilegiada y recibió una excelente educación. Naturalmente dotado para las matemáticas, a la edad de 21 años escribió un tratado de álgebra que cosechó elogios por toda Europa. También fue elogiado por su brillante volumen acerca de la dinámica de los asteroides que, como señala Holmes, es tan avanzado que "no había nadie en la prensa científica capaz de criticarlo". Respaldado por estas obras, Moriarty se convirtió en profesor de matemáticas en una universidad inglesa. Fue entonces cuando comenzaron a circular rumores acerca de él y es por esto por lo que viaja a Londres, donde se convierte en un entrenador militar. Más adelante se da a conocer que Sebastian Moran era el principal cómplice de Moriarty.
Moriarty se convirtió en la mente maestra del hampa, empleando su prodigioso intelecto para controlar una vasta red criminal, la mayor jamás vista, permaneciendo invisible en su núcleo, totalmente libre de sospechas, como el profesor Moriarty, famoso matemático. "Como una araña", movía sus hilos, era "la mente organizativa de la mitad de los hechos depravados de los que se tiene conocimiento y de casi todos lo que pasan desapercibidos en Londres". La genialidad de los planes de Moriarty hace que nadie sea capaz de averiguar la fuente de sus ganancias criminales, ya se trate de robo, extorsión o falsificación. Holmes lo compara con Jonathan Wild, quien, en el siglo XVIII, era un genio del crimen.
Holmes describe a Moriarty así:

Es un hombre de buen nacimiento y excelente educación, dotado por la naturaleza con una fenomenal habilidad matemática. A la edad de 21 años escribió un tratado sobre el teorema del binomio que ha tenido éxito en Europa. En virtud de ello, ganó la cátedra en matemáticas en una de nuestras universidades más pequeñas y tenía todos los aspectos de una carrera más brillante delante de él.

Pero el hombre tenía tendencias hereditarias de la clase más diabólica. Una cepa criminal corría en su sangre, lo cual, en lugar de ser modificado, fue aumentado y lo hizo infinitamente más peligroso por sus extraordinarios poderes mentales. Oscuros rumores se reunieron alrededor de él en la ciudad universitaria, y finalmente se vio obligado a renunciar a su cátedra y venir a Londres.

### Sebastian Moran
Sebastian Moran es la mano derecha del profesor Moriarty en su red criminal. Es presentado en la aventura de la casa vacía, donde era amigo personal de Moriarty y temido en prácticamente toda África, cazador de todas las criaturas conocidas y un tirador excepcional. También tenía acceso a todo tipo de armas avanzadas, como rifles de aire presurizado y armas ocultas en artefactos cotidianos, y era él quien se las proporcionaba al profesor. Es descrito por Watson como un hombre de edad avanzada con una calva y un gran bigote blanco, alto y delgado.
Es quien aparentemente manejaría la red del mal después de la muerte de Moriarty, pero, al tanto de Holmes, lo intenta asesinar en Baker Street. Sin embargo falla, es capturado por él y Watson y entregado a Scotland Yard, abandonando el puesto como criminal más buscado de Inglaterra.

## Trabajos
Los trabajos que impulsaron al profesor James Moriarty a la fama están inspirados en los de matemáticos famosos como Carl Friedrich Gauss, que describió la dinámica de un asteroide, y Srinivasa Ramanujan por su trabajo sobre los binomios.

## Adam Worth
Criminal estadounidense nacido en Alemania, Adam Worth (1848-1902) fue apodado "el Napoleón del crimen" por el agente Robert Anderson, de Scotland Yard, por su habilidad para dirigir una vasta red criminal desde su hogar en Londres. Como Moriarty, Worth era un experto manipulador que se mantenía siempre a distancia de sus crímenes; a diferencia de aquel, sin embargo, rechazaba el uso de la violencia y trataba como familiares a sus hombres. De hecho, el único motivo por el que cumplió condena fue que lo cogieron cuando acudía en ayuda de uno de ellos. Worth comenzó su vida delictiva en EE. UU. como ladrón de bancos y posteriormente se mudó a Londres para establecerse como coleccionista de arte y jefe de un sindicato del crimen implicado en falsificaciones y robos. Durante unos años burló a la policía de todo el mundo llevando a cabo crímenes sin violencia y sin dejar un solo indicio que lo incriminara.